# Marie-Anne Sureau Blondin
Marie-Anne Sureau Blondin (Terrebonne, 18 aprile 1809 – Lachine, 2 gennaio 1890) è stata una religiosa canadese, fondatrice delle Suore di Sant'Anna di Lachine.

## Biografia
Figlia di contadini benestanti, all'età di ventidue anni venne assunta come inserviente dalle Suore della Congregazione di Nostra Signora, presso le quali apprese a leggere e a scrivere. In seguito iniziò il noviziato, ma dovette abbandonarlo per motivi di salute: fu maestra elementare a Vaudreuil e nel 1838 divenne direttrice della scuola.
Preoccupata per la mancanza di scuole cattoliche e francofone in Canada (lei stessa era rimasta a lungo analfabeta per questo motivo), presentò al vescovo Ignace Bourget il progetto di dare inizio a una congregazione femminile per l'istruzione e l'educazione religiosa nelle zone rurali del paese: ottenuta l'approvazione vescovile, l'8 settembre 1850 la religiosa diede inizio alle Suore di Sant'Anna.
Morì di bronchite nel 1890.

## Il culto
La sua causa di canonizzazione venne introdotta nel 1977: dichiarata venerabile nel 1991, è stata proclamata beata da papa Giovanni Paolo II il 29 aprile 2001.
La sua memoria liturgica ricorre il 2 gennaio.